# Jouko Launonen
Jouko Ilmari Launonen (* 3. června 1939 Jyväskylä) je bývalý finský rychlobruslař.
Na mezinárodní scéně debutoval v roce 1961, kdy se představil na Mistrovství Evropy. Zúčastnil se Zimních olympijských her 1964 (1500 m – 4. místo, 5000 m – 18. místo, 10 000 m – 14. místo). Největšího úspěchu dosáhl roku 1965, kdy získal na Mistrovství světa stříbrnou medaili. Startoval také na ZOH 1968 (500 m – 33. místo, 1500 m – 14. místo, 5000 m – 15. místo, 10 000 m – 12. místo). Od roku 1968 závodil již pouze na finských šampionátech, sportovní kariéru ukončil v roce 1972. Od roku 2007 se účastní veteránských závodů.